# Dana Morávková

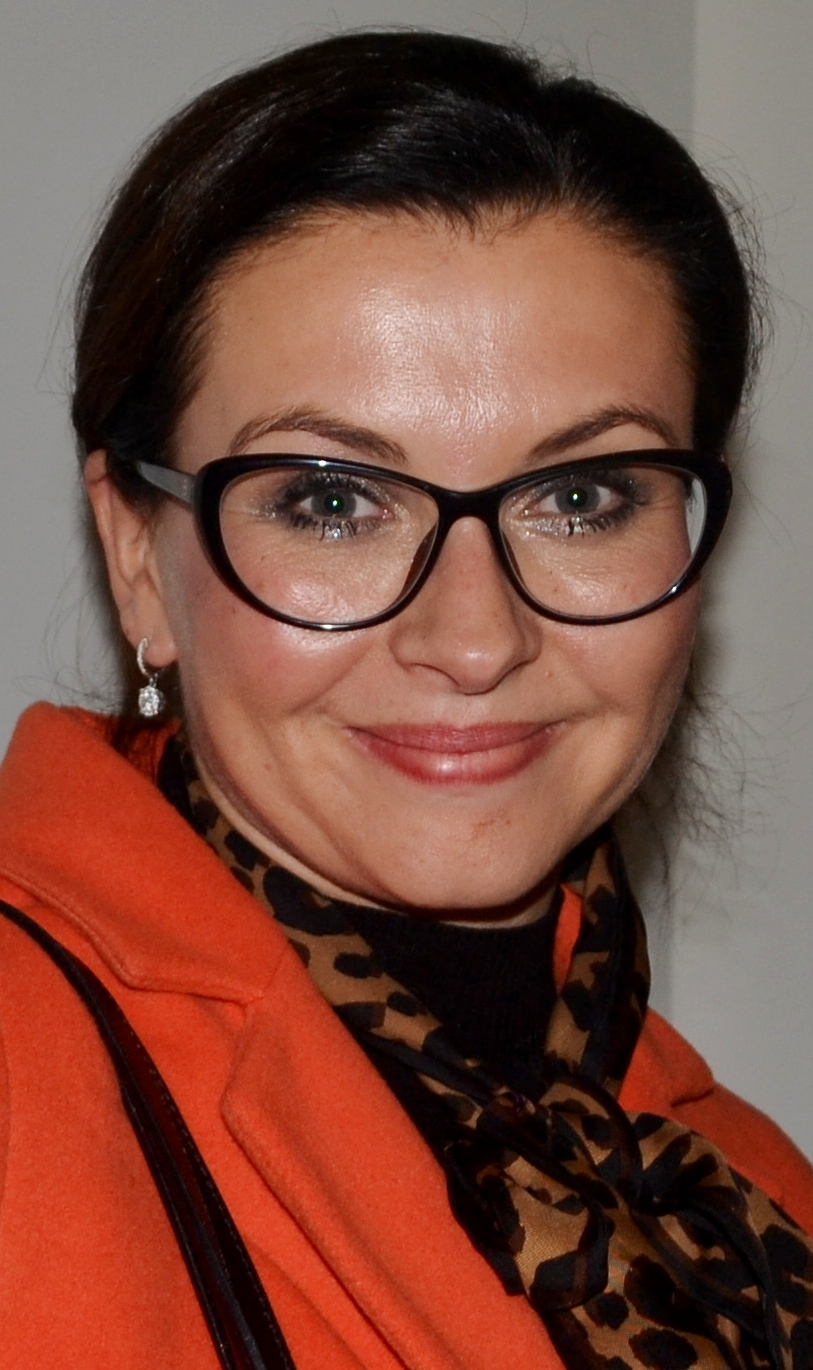
Dana Morávková (2014)

Dana Morávková (* 29. Juli 1971 in Písek) ist eine tschechische Schauspielerin.

## Leben
Ihr schauspielerisches Debüt hatte Morávkóva im Alter von 14 Jahren in dem Film Veronika. Von 1989 bis 1993 studierte sie Schauspielerei an der Theaterfakultät der Akademie der Musischen Künste in Prag (DAMU), danach bis 1998 Choreographie an der Musikfakultät der Akademie der musischen Künste in Prag. Neben TV-Produktionen tritt sie auch im Theater auf wie beispielsweise in Divadlo Na zábradlí. 

## Filmografie (Auswahl)
- 1985: Veronika
- 1987: O podezíravém králi
- 1987: Heimatmuseum
- 1988: Die Geschichte von der Gänseprinzessin und ihrem treuen Pferd Falada (Princezna Husopaska)
- 1988: Amores de Kafka, Los
- 1989: Šípková ruženka
- 1990: Princezna Slonbidlo
- 1991: Král a zlodej
- 1992: Don Gio
- 1992: Náhrdelník
- 1993: O zázracné mouše
- 1994: Príliš hlucná samota
- 1994: Laskavý divák promine
- 1995: Srpnové výkriky
- 1997: Jak se delá opera
- 1999: Teuflisches Glück (Z pekla štestí)
- 2001: Z pekla štestí 2
- 2002: Prsten kohouta Alektrya
- 2002: Andelská tvár
- 2003: Kamenák
- 2004: Van Helsing
- 2004: Snowbordáci
- 2004: Kamenák 2
- 2004: Rodinná pouta
- 2007: Velmi krehké vztahy II.
- 2008: Cepel smrti
- 2009: Ordinace v ružové zahrade 2
- 2010: Jseš mrtvej, tak nebreč
- 2012: Zítra
- 2012: Poslední výkřik
- 2013: Kameňák 4
- 2014: Šťastná
- 2014: Lovci a oběti
- 2015: Vánoční Kameňák